# Мария Дуеняс
Мария Дуеняс (на испански: María Dueñas Vinuesa) е испанска университетска преподавателка и писателка (авторка на бестселъри в жанра исторически роман).

## Биография и творчество
Родена е през 1964 г. в Пуертолано, Сиудад Реал, Кастилия-Ла Манча, Испания. Има седем братя и сестри.
Получава докторска степен по английски език в университета на Мурсия. Преподава английска филология в Университета на Мурсия и в различни американски университети. Авторка е на няколко академични статии, участва в различни образователни, културни, както и редакционни проекти.
През 2009 г. е публикуван първия ѝ роман „Нишките на съдбата“. Главната героиня Сира Кирога е млада модистка в известно шивашко ателиие в Мадрид преди Втората световна война. Тя захвърля всичко в името на любовта си към чаровния Рамиро и заминава за Танджер в Мароко. След неговото изчезване се връща в Мадрид и се замесва в шпионажа в полза на тайните служби на Съюзниците. Романът става международен бестселър. В периода 2013-2014 г. романът е екранизиран в телевизионен сериал с участието на Адриана Угарте, Хана Ню и Мари Кармен Санчес.
През 2012 г. е издаден вторият ѝ роман „Misión Olvido“, който е удостоен с наградата на Мадрид.
Произведенията на писателката са преведени на над 20 езика и са издадени в над 1 милиона екземпляра по света.
Мария Дуеняс живее със семейството си в Картахена.

## Произведения

### Самостоятелни романи
- El tiempo entre costuras (2009)
Нишките на съдбата, изд.: ИК „Хермес“, Пловдив (2012), прев. Мариана Китипова
- Misión Olvido (2012)
- La templanza (2015)
Под слънцето на Андалусия, изд.: ИК „Хермес“, Пловдив (2016), прев. Мариана Китипова

### Екранизации
- 2013-2014 El tiempo entre costuras – ТВ сериал по романа, 11 серии